# Nyctemera pauli
Nyctemera pauli är en fjärilsart som beskrevs av Embrik Strand 1909. Nyctemera pauli ingår i släktet Nyctemera och familjen björnspinnare. Inga underarter finns listade i Catalogue of Life.